# 珀西·洛
珀西·羅伊克羅夫特·洛（英語：Percy Roycroft Lowe，1870年1月2日—1948年8月18日）是一名英國外科醫生和鳥類學家。

## 生平
洛出生於林肯郡史丹佛，曾在劍橋大學耶穌學院學習醫學。他曾在第二次波耳戰爭中擔任民事外科醫生，在南非期間，他對鳥類學產生了濃厚的興趣。回國後，他成為第八代從男爵弗雷德里克·約翰斯通爵士的私人醫生。第一次世界大戰期間，他在英國皇家陸軍軍醫隊服役；1920年，他擔任克里斯蒂安公主救護車的指揮官，並因此被授予大英帝國官佐勳章（OBE）。
洛曾與桃樂西亞·貝茲合作研究中國的鴕鳥化石。
1919年11月，他接替威廉·羅伯特·奧格爾維-格蘭特擔任自然史博物館鳥類館館長，並於1935年退休。接替他的是諾曼·博伊德·金尼爾。
1920年至1925年，他擔任《英國鳥類學家俱樂部公報》編輯；1938年至1943年，他擔任英國鳥類學家聯盟主席。1933年，他是參與呼籲成立英國鳥類學基金會的11人之一，該基金會是研究不列顛群島鳥類的組織。他在1936年出版的《加拉巴哥的雀類與達爾文的物種概念》（The finches of the Galapagos in relation to Darwin's conception of species）一書中引入達爾文雀一詞。
1939年，他獲選為澳洲皇家鳥類學家聯盟通訊會員，1946年獲頒英國鳥類學聯盟戈德曼-薩爾文獎章。

## 出版
- Lowe, P. R., , London: Witherby & Co, 1911
- Lowe, P. R., , London: Country Life, 1913
- Lowe, P. R., , Ibis 78 (6), 1936, 78 (6): 310–321, doi:10.1111/j.1474-919x.1936.tb03376.x

## 備註
1. ↑  . . University of Cambridge.
2. ↑  Bate, Dorothea Minola Alice (1878-1951), palaeontologist by Karolyn Shindler in Dictionary of National Biography online (Retrieved 23 November 2007)
3. ↑   (PDF). The Times. 1 July 1933  [2024-04-30]. （原始内容存档 (PDF)于2015-04-27）.
4. ↑  Steinheimer 2004，第300頁
Lack 1940
5. ↑  . British Ornithological Union.   [11 January 2014]. （原始内容存档于31 March 2017）.

## 外部連結
- 互联网档案馆中珀西·洛的作品或与之相关的作品